# Championnat du Luxembourg de football 1933-1934
Navigation
Saison précédente Saison suivante
La saison 1933-1934 du Championnat du Luxembourg de football était la 24e édition du championnat de première division au Luxembourg. Huit clubs sont regroupés au sein d'une poule unique où ils se rencontrent deux fois, à domicile et à l'extérieur. En fin de saison, les 2 derniers du classement sont relégués et remplacés par les deux meilleurs clubs de Promotion d'Honneur, la deuxième division luxembourgeoise.
C'est le club du CA Spora Luxembourg qui remporte le championnat en terminant en tête du classement final, avec 5 points d'avance sur le triple tenant du titre, les Red Boys Differdange et 9 sur l'US Dudelange. C'est le 4e titre de champion du Luxembourg du club, qui manque le doublé en s'inclinant en finale de la Coupe du Luxembourg face aux Red Boys Differdange.

## Les 8 clubs participants
| - CA Spora Luxembourg - Jeunesse d'Esch - Promu de Promotion d'Honneur - Red Boys Differdange - The National Schifflange - Fola Esch - Progrès Niedercorn - Union Luxembourg - US Dudelange |

## Compétition

### Classement
Le barème utilisé pour établir le classement est le suivant :
- Victoire : 2 points
- Match nul : 1 point
- Défaite, forfait ou abandon : 0 point

| Rang | Équipe                       | Pts | J  | G  | N | P | Bp | Bc | Diff |  | Résultats (▼ dom., ► ext.)   | Spo | RBD | Dud | Uni | Jeu | Nie | Sch | Fol  |
| ---- | ---------------------------- | --- | -- | -- | - | - | -- | -- | ---- |  | ---------------------------- | --- | --- | --- | --- | --- | --- | --- | ---- |
| 1    | CA Spora Luxembourg          | 23  | 14 | 11 | 1 | 2 | 43 | 21 | +22  |  | CA Spora Luxembourg          |     | 4-2 | 4-2 | 2-1 | 3-2 | 1-2 | 6-0 | 2-1  |
| 2    | Red Boys Differdange (T) (C) | 18  | 14 | 8  | 2 | 4 | 43 | 23 | +20  |  | Red Boys Differdange (T) (C) | 4-1 |     | 2-1 | 4-0 | 6-1 | 3-1 | 3-3 | 3-1  |
| 3    | US Dudelange                 | 14  | 14 | 5  | 4 | 5 | 37 | 29 | +8   |  | US Dudelange                 | 1-6 | 4-3 |     | 5-0 | 5-1 | 1-1 | 1-1 | 11-1 |
| 4    | Union Luxembourg             | 13  | 14 | 5  | 3 | 6 | 19 | 28 | -9   |  | Union Luxembourg             | 2-3 | 0-4 | 1-0 |     | 1-1 | 5-2 | 1-0 | 1-0  |
| 5    | Jeunesse d'Esch (P)          | 13  | 14 | 4  | 5 | 5 | 21 | 33 | -12  |  | Jeunesse d'Esch (P)          | 1-3 | 2-2 | 1-1 | 2-1 |     | 3-1 | 1-1 | 2-1  |
| 6    | Progrès Niedercorn           | 12  | 14 | 4  | 4 | 6 | 22 | 23 | -1   |  | Progrès Niedercorn           | 0-4 | 3-2 | 5-0 | 1-1 | 5-0 |     | 0-0 | 0-0  |
| 7    | National Schifflange         | 11  | 14 | 2  | 7 | 5 | 18 | 27 | -9   |  | National Schifflange         | 1-1 | 0-5 | 2-2 | 2-2 | 3-4 | 1-0 |     | 4-0  |
| 8    | CS Fola Esch                 | 8   | 14 | 3  | 2 | 9 | 14 | 33 | -19  |  | CS Fola Esch                 | 2-3 | 2-0 | 1-3 | 2-3 | 0-0 | 2-1 | 1-0 |      |

## Bilan de la saison
| Championnat du Luxembourg de football 1933-1934 |                                |
| Champion                                        | CA Spora Luxembourg (4e titre) |
| Coupes et trophées                              |                                |
| Vainqueur de la Coupe du Luxembourg 1933-1934   | Red Boys Differdange           |
| Promotions et relégations                       |                                |
| Promus en Division d'Honneur                    | Aris Bonnevoie                 |
| Promus en Division d'Honneur                    | Red Black Pfaffenthal          |
| Relégués en Promotion d'Honneur                 | National Schifflange           |
| Relégués en Promotion d'Honneur                 | CS Fola Esch                   |